# Commonwealth Games 2006/Radsport
Bei den Commonwealth Games 2006 in der australischen Metropole Melbourne wurden im Radsport 18 Wettbewerbe, elf für Männer und sieben für Frauen, ausgetragen.
Die Bahnrennen fanden im Melbourne Park statt, das Zeitfahren in St. Kilda, die Mountainbikerennen im Lysterfield Park und das Straßenrennen auf einem Rundkurs durch die Royal Botanic Gardens.

## Bahn Männer

### Sprint
| Platz | Land | Sportler         |
| ----- | ---- | ---------------- |
| 1     | AUS  | Ryan Bayley      |
| 2     | SCO  | Ross Edgar       |
| 3     | CAN  | Travis Smith     |
| 4     | ENG  | Matthew Crampton |
| 5     | NZL  | Justin Grace     |
| 6     | MAS  | Josiah Ng        |
| 7     | SCO  | Marco Librizzi   |
| 8     | JAM  | Ricardo Lynch    |

Datum:
18. März 2006, 20:12 Uhr

### Team-Sprint
| Platz | Land | Sportler                                   | km/h   |
| ----- | ---- | ------------------------------------------ | ------ |
| 1     | SCO  | Ross Edgar Chris Hoy Craig MacLean         | 60,972 |
| 2     | ENG  | Matthew Crampton Jason Queally Jamie Staff | 60,935 |
| 3     | AUS  | Ryan Bayley Shane Kelly Shane Perkins      | 60,377 |

Datum:
19. März 2006, 20:05 Uhr

### 1000m Zeitfahren
| Platz | Land | Sportler             | Zeit         |
| ----- | ---- | -------------------- | ------------ |
| 1     | AUS  | Ben Kersten          | 1:01,815 min |
| 2     | ENG  | Jason Queally        | 1:01,849 min |
| 3     | SCO  | Chris Hoy            | 1:02,071 min |
| 4     | SCO  | Craig MacLean        | 1:02,983 min |
| 5     | NZL  | Hayden Godfrey       | 1:03,919 min |
| 6     | CAN  | Cameron MacKinnon    | 1:05,374 min |
| 7     | MAS  | Mohamad Hafiz Sufian | 1:06,011 min |
| 8     | CAN  | Yannik Morin         | 1:07,621 min |

Datum: 16. März 2006, 19:45 Uhr

### 4000m Einzelverfolgung
| Platz | Land | Sportler           | Zeit         |
| ----- | ---- | ------------------ | ------------ |
| 1     | ENG  | Paul Manning       | 4:23,799 min |
| 2     | ENG  | Rob Hayles         | 4:28,616 min |
| 3     | ENG  | Steve Cummings     | 4:24,767 min |
| 4     | NZL  | Jason Allen        | 4:30,319 min |
| 5     | NZL  | Marc Ryan          | 4:26,773 min |
| 6     | NIR  | Michael Hutchinson | 4:28,882 min |
| 7     | AUS  | Mark Jamieson      | 4:30,399 min |
| 8     | NZL  | Hayden Roulston    | 4:30,742 min |

Datum: 16. März 2006, 21:00 Uhr

### 4000m Mannschaftsverfolgung
| Platz | Land | Sportler                                                                         | Zeit         |
| ----- | ---- | -------------------------------------------------------------------------------- | ------------ |
| 1     | ENG  | Steve Cummings Rob Hayles Paul Manning Chris Newton                              | 4:02,699 min |
| 2     | AUS  | Ashley Hutchinson Matthew Goss Stephen Wooldridge Mark Jamieson                  | 4:05,494 min |
| 3     | NZL  | Hayden Godfrey Timothy Gudsell Marc Ryan Peter Latham                            | Bronzerennen |
| 4     | MAS  | Amirrudin Jamaludin Mohd Sayuti Mohd Zahit Mohd Fauzan Ahmad Lutfi Weng Kim Thum | überrundet   |
| 5     | RSA  | Garth Thomas Jeremy Maartens Rupert Rheeder Durwan Benjamin                      | 4:29,364 min |

Datum: 18. März 2006, 19:52 Uhr

### Punktefahren
| Platz | Land | Sportler           | Punkte |
| ----- | ---- | ------------------ | ------ |
| 1     | AUS  | Sean Finning       | 137    |
| 2     | NZL  | Hayden Roulston    | 119    |
| 3     | WAL  | Geraint Thomas     | 110    |
| 4     | SCO  | Evan Oliphant      | 109    |
| 5     | IOM  | Mark Richard Kelly | 106    |
| 6     | AUS  | Peter Dawson       | 70     |
| 7     | ENG  | Ed Clancy          | 66     |
| 8     | CAN  | Zach Bell          | 60     |

Datum: 17. März 2006, 20:05 Uhr

### Keirin
| Platz | Land | Sportler         |
| ----- | ---- | ---------------- |
| 1     | AUS  | Ryan Bayley      |
| 2     | CAN  | Travis Smith     |
| 3     | SCO  | Ross Edgar       |
| 4     | AUS  | Shane Kelly      |
| 5     | MAS  | Josiah Ng        |
| 6     | AUS  | Ben Kersten      |
| 7     | NZL  | Justin Grace     |
| 8     | BAR  | John Cumberbatch |

Datum: 17. März 2006, 19:55 Uhr

### Scratch
| Platz | Land | Sportler           |
| ----- | ---- | ------------------ |
| 1     | IOM  | Mark Cavendish     |
| 2     | AUS  | Ashley Hutchinson  |
| 3     | SCO  | James McCallum     |
| 4     | NZL  | Tim Gudsell        |
| 5     | CAN  | Zach Bell          |
| 6     | IOM  | Jonathan Bellis    |
| 7     | SCO  | Evan Oliphant      |
| 8     | IOM  | Mark Richard Kelly |

Datum: 19. März 2006, 20:25 Uhr

## Straße Männer

### Straßenrennen
| Platz | Land | Sportler       | Zeit      |
| ----- | ---- | -------------- | --------- |
| 1     | AUS  | Mathew Hayman  | 4:05:09 h |
| 2     | RSA  | David George   | 4:05:13 h |
| 3     | AUS  | Allan Davis    | 4:05:21 h |
| 4     | ENG  | Steve Cummings | 4:05:34 h |
| 5     | CAN  | Gordon Fraser  | 4:05:47 h |
| 6     | NZL  | Greg Henderson | 4:05:47 h |
| 7     | IOM  | Mark Cavendish | 4:05:47 h |
| 8     | NIR  | Roger Aiken    | 4:05:47 h |

Datum: 26. März 2006, 13:00 Uhr

### Einzelzeitfahren
| Platz | Land | Sportler           | Zeit         |
| ----- | ---- | ------------------ | ------------ |
| 1     | AUS  | Nathan O’Neill     | 48:37,29 min |
| 2     | AUS  | Ben Day            | 49:01,67 min |
| 3     | NZL  | Gordon McCauley    | 49:50,70 min |
| 4     | NIR  | Michael Hutchinson | 50:05,36 min |
| 5     | NIR  | David McCann       | 50:15,19 min |
| 6     | ENG  | Stuart Dangerfield | 50:57,00 min |
| 7     | CAN  | Svein Tuft         | 51:09,66 min |
| 8     | NZL  | Peter Latham       | 51:21,73 min |

Datum: 21. März 2006, 13:00 Uhr

## Mountainbike Männer
| Platz | Land | Athlet                 | Zeit      |
| ----- | ---- | ---------------------- | --------- |
| 1     | ENG  | Liam Killeen           | 2:13:11 h |
| 2     | ENG  | Oli Beckingsale        | 2:13:26 h |
| 3     | CAN  | Seamus Patrick McGrath | 2:13:43 h |
| 4     | AUS  | Chris Jongewaard       | 2:15:08 h |
| 5     | NZL  | Kashi Leuchs           | 2:15:29 h |
| 6     | AUS  | Sid Taberlay           | 2:17:18 h |
| 7     | AUS  | Joshua Fleming         | 2:20:14 h |
| 8     | NZL  | Mike Northcott         | 2:21:11 h |

Datum: 23. März 2006, 14:00 Uhr

## Bahn Frauen

### Sprint
| Platz | Land | Sportlerin         |
| ----- | ---- | ------------------ |
| 1     | ENG  | Victoria Pendleton |
| 2     | AUS  | Anna Meares        |
| 3     | AUS  | Kerrie Meares      |
| 4     | NZL  | Elisabeth Williams |
| 5     | NZL  | Fiona Carswell     |
| 6     | SCO  | Kate Cullen        |

Datum: 18. März 2006, 20:05 Uhr

### 500m Zeitfahren
| Platz | Land | Sportlerin         | Zeit     |
| ----- | ---- | ------------------ | -------- |
| 1     | AUS  | Anna Meares        | 34,326 s |
| 2     | ENG  | Victoria Pendleton | 34,662 s |
| 3     | AUS  | Kerrie Meares      | 35,210 s |
| 4     | NZL  | Fiona Carswell     | 35,635 s |
| 5     | NZL  | Elisabeth Williams | 36,104 s |

Datum: 16. März 2006, 19:25 Uhr

### 3000m Einzelverfolgung
| Platz | Land | Sportlerin      | Zeit         |
| ----- | ---- | --------------- | ------------ |
| 1     | AUS  | Katie Mactier   | 3:40,057 min |
| 2     | AUS  | Katherine Bates | 3:40,878 min |
| 3     | ENG  | Emma Jones      | 3:35,196 min |
| 4     | NZL  | Alison Shanks   | 3:40,878 min |
| 5     | SCO  | Katrina Hair    | -            |
| 6     | NZL  | Paddy Walker    | -            |
| 7     | AUS  | Alexis Rhodes   | -            |
| 8     | JAM  | Iona Wynter     | -            |

Datum: 19. März 2006, 19:25 Uhr

### Punktefahren
| Platz | Land | Sportlerin         | Punkte |
| ----- | ---- | ------------------ | ------ |
| 1     | AUS  | Katherine Bates    | 30     |
| 2     | AUS  | Rochelle Gilmore   | 21     |
| 3     | SCO  | Kate Cullen        | 13     |
| 4     | CAN  | Gina Grain         | 12     |
| 5     | CAN  | Mandy Poitras      | 10     |
| 6     | NZL  | Joanne Kiesanowski | 9      |
| 7     | ENG  | Emma Jones         | 4      |
| 8     | ENG  | Nikki Harris       | 3      |

Datum: 17. März 2006, 18:50 Uhr

## Straße Frauen

### Straßenrennen
| Platz | Land | Sportlerin           | Zeit      |
| ----- | ---- | -------------------- | --------- |
| 1     | AUS  | Natalie Bates        | 2:56:05 h |
| 2     | AUS  | Oenone Wood          | 2:59:13 h |
| 3     | WAL  | Nicole Cooke         | 2:59:13 h |
| 4     | CAN  | Gina Katherine Grain | 2:59:13 h |
| 5     | ENG  | Rachel Heal          | 2:59:13 h |
| 6     | NZL  | Joanne Kiesanowski   | 2:59:15 h |
| 7     | AUS  | Sara Carrigan        | 2:59:27 h |
| 8     | ENG  | Amy Hunt             | 2:59:29 h |

Datum: 26. März 2006, 09:00 Uhr

### Einzelzeitfahren
| Platz | Land | Sportlerin               | Zeit         |
| ----- | ---- | ------------------------ | ------------ |
| 1     | AUS  | Oenone Wood              | 37:40,87 min |
| 2     | AUS  | Kathy Watt               | 37:56,07 min |
| 3     | AUS  | Sara Carrigan            | 38:00,32 min |
| 4     | NZL  | Melissa Holt             | 38:62,53 min |
| 5     | ENG  | Rachel Heal              | 39:26,37 min |
| 6     | ENG  | Wendy Houvenaghel        | 39:46,02 min |
| 7     | NZL  | Alison Shanks            | 40:17,25 min |
| 8     | CAN  | Susan Janne Palmer-Komar | 40:32,60 min |

Datum: 21. März 2006, 10:30 Uhr

## Mountainbike Frauen
| Platz | Land | Sportlerin           | Zeit      |
| ----- | ---- | -------------------- | --------- |
| 1     | CAN  | Marie-Hélène Prémont | 1:55,04 h |
| 2     | NZL  | Rosara Joseph        | 1:56,31 h |
| 3     | CAN  | Kiara Bisaro         | 1:57,59 h |
| 4     | ENG  | Amy Hunt             | 2:01:33 h |
| 5     | AUS  | Dellys Starr         | 2:02:12 h |
| 6     | NZL  | Robyn Wong           | 2:02:36 h |
| 7     | AUS  | Emma Colson          | 2:06:07 h |
| 8     | NZL  | Sonia Foote          | 2:09:32 h |

Datum: 23. März 2006, 10:30 Uhr

## Medaillenspiegel
| Platz | Land        | Gold | Silber | Bronze | Gesamt |
| ----- | ----------- | ---- | ------ | ------ | ------ |
| 1     | Australien  | 7    | 5      | 3      | 15     |
| 2     | England     | 3    | 4      | 2      | 9      |
| 3     | Schottland  | 1    | 1      | 4      | 6      |
| 4     | Isle of Man | 1    | –      | –      | 1      |
| 5     | Kanada      | –    | 1      | 1      | 2      |
| 5     | Neuseeland  | –    | 1      | 1      | 2      |
| 7     | Wales       | –    | –      | 1      | 1      |